# Duffield Castle (Derbyshire)

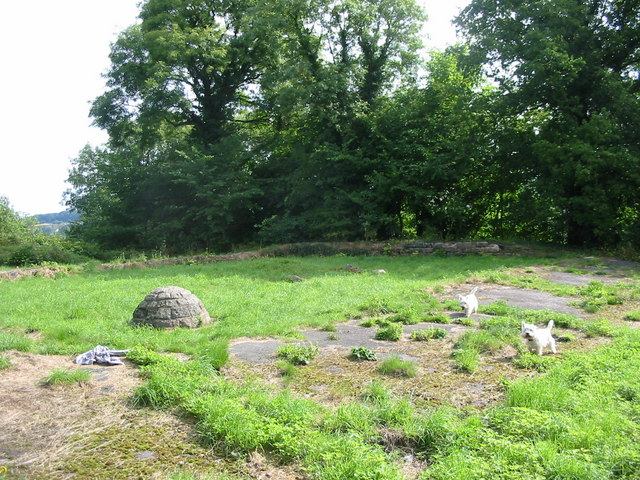
Duffield Castle heute

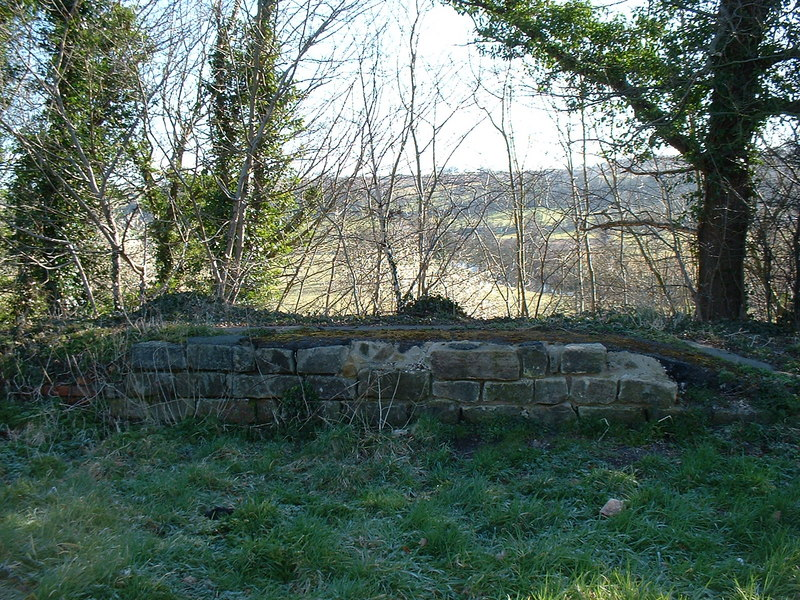
Mauerwerk der früheren Fundamente

Duffield Castle war eine normannische Burg im Dorf Duffield in der englischen Grafschaft Derbyshire. Das Anwesen gilt als Scheduled Monument.
Die Burg stand auf einem Felsvorsprung über dem Fluss, der leicht zu verteidigen war, allerdings ist strittig, ob dieses Gelände schon in vorgeschichtlicher Zeit besiedelt war. Auch weiß man nicht genau, ob die Römer dort eine militärische Festung zum Schutz der nahegelegenen Furt hatten, über die die Bleikonvois auf ihrem Weg von Lutudarum (vermutlich Wirksworth) zu den Nordseehäfen auf die Rykneld Street bei Derventio (heute Stadtteil von Derby) gelangten.
Man fand aber Überreste, die aus angelsächsischer Zeit zu stammen scheinen, wodurch man auf die Besiedlung durch Personen in einer gehobenen Position, vermutlich einen angelsächsischen Thane namens Siward oder dessen Verwandten, schließen kann. Auch eine beträchtliche Anzahl römischer Tonartefakte, z. B. Dachziegel römischer Art, wurden gefunden. Einige der Artefakte sind heute im Derby Museum, andere verbleiben im Gemeindehaus, viele gingen verloren.

## Normannische Burg
Was man aber weiß, ist, dass um 1066 Henry de Ferrers (oder Ferrars) für seine großen Verdienste gegenüber König Wilhelm dem Eroberer von diesem Ländereien in Derbyshire zu Lehen bekam, die man Duffield Frith nannte. Sie erstreckten sich von Heage und Shottle im Norden bis nach Tutbury im Süden. Der Grundherr ließ Tutbury Castle bauen und machte die Burg zu seinem Hauptsitz, aber er benötigte auch einen Außenposten zum Schutz seiner Ländereien weiter im Norden und ließ so eine weitere Burg, vermutlich aus Holz, in Duffield bauen.
Sein dritter Sohn, Robert, bewährte sich 1138 in der Standartenschlacht gegen die Schotten und wurde zum Earl of Derby ernannt.

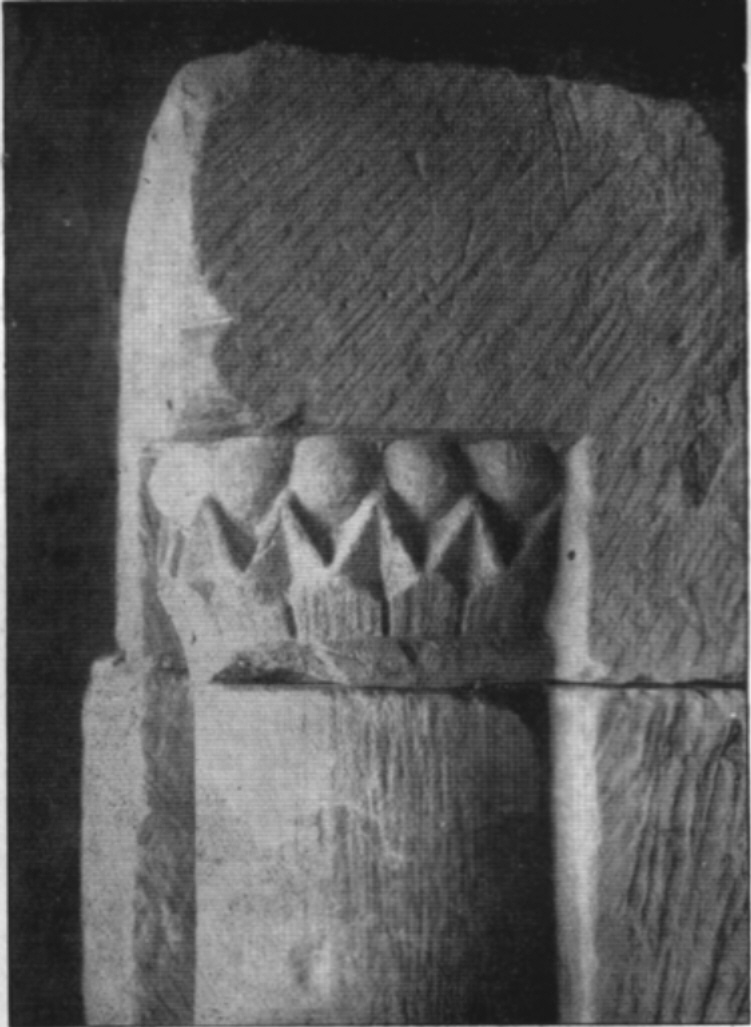
Normannisches Kapitel von Duffield Castle

Sein Urenkel, William, der in diese Position 1162 nachrückte, schloss sich dem Königssohn in einer Rebellion gegen seinen Vater, Heinrich II., an und 1173 wurden beide Burgen zerstört.
Ihm folgte sein zweiter Sohn, William, Favorit des Königs Johann Ohneland, nach, der das Earldom mit den Grundherrschaften von Wirksworth, Ashbourne und später Horsten Castle wieder einsetzte. Zur gleichen Zeit wurden die Burgen von Duffield und Tutbury wieder aufgebaut, diesmal aus Stein. Der nächste William genoss ebenfalls das Wohlwollen des Königs.
Der darauf folgende Earl, Robert, die 7. Generation, rebellierte gegen König Heinrich III. und Tutbury Castle wurde zerstört. Obwohl er begnadigt wurde, rebellierte Robert erneut, wurde in der Schlacht von Chesterfield besiegt, verlor 1269 seine Besitzungen und Duffield Castle wurde zerstört. Seine Ländereien wurden Prinz Edmund zu Lehen gegeben, der wenig später zum Earl of Lancaster erhoben wurde.
Die Burg wurde förmlich bis zum Grund abrasiert, wobei viele ihrer Mauersteine für andere Gebäude ausgekehrt wurden. Der Platz der früheren Burg wurde langsam von Pflanzen überwuchert. Erinnerungen an eine Burg blieben erhalten und finden sich in dem Namen „Castle Orchard“, einem Hain, der sich von den heutigen Bauernhöfen desselben Namens unten am Burghügel bis zur Hazelwood Road erstreckte. Das Anwesen wurde 1885 wiederentdeckt.

## Ausgrabungen
Als das Anwesen archäologisch bearbeitet wurde, fand man die Fundamente einer traditionellen normannischen Motte mit einem steinernen Donjon darauf. Bemerkenswert war die Größe des letzteren, etwa 29 Meter lang und 28,5 Meter breit, nur wenig kleiner als der White Tower in London.

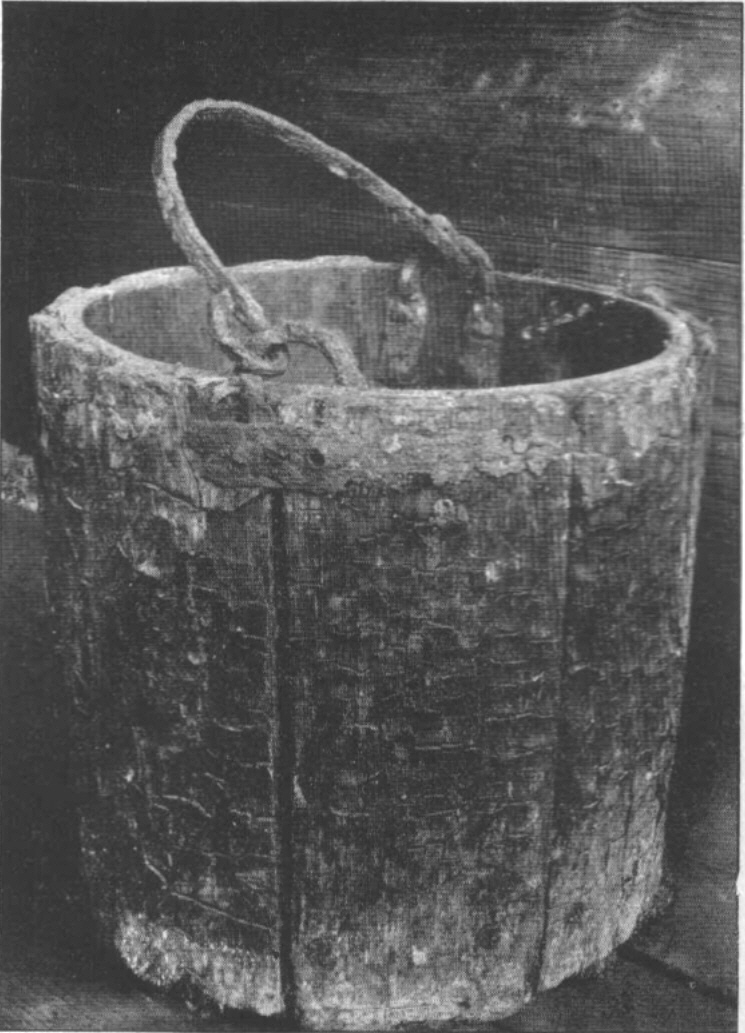
Normannischer Eimer aus dem Brunnen von Duffield Castle – heute im Derby Museum

Das Anwesen wurde gesichert, die Fundamente markiert und das Ganze 1899 dem National Trust übergeben, eines seiner ersten archäologischen Denkmäler. Viele Jahre lang wurden die Erhaltungsarbeiten von der Gemeindeverwaltung durchgeführt, aber kürzlich hat sie der Trust wieder übernommen.
Obwohl man in den 1930er-Jahren und 1957 weitere Grabungen durchführte, fand man nur wenige mittelalterliche Überreste, aber die Theorie, das dieses Gelände schon vor der Ankunft der Normannen besiedelt war, wurde durch eine Reihe von Fundstücken aus römischer Zeit bestätigt.
Eine geophysikalische Untersuchung des Anwesens wurde 2001 von der Universität Bradford durchgeführt und förderte Spuren anderer Gebäude südlich und südöstlich der Burg zu Tage, die aus derselben Zeit zu stammen schienen. Der National Trust versucht derzeit, die notwendigen Gelder aufzutreiben, um weitere Untersuchungen durchzuführen.
Im Übrigen präsidierte die Familie de Ferrers in der Normandie über ein wichtiges Zentrum der Eisenherstellung. Dies soll der Ursprung der Nagelschmiede in Belper sein.